# Samur (Azerbaigian)
Samur è un comune dell'Azerbaigian situato nel distretto di Qusar. Conta una popolazione di 2 388 abitanti.